# Émile Decœur
Émile Decœur, né le 27 avril 1876 à Paris et mort le 16 août 1953 à Fontenay-aux-Roses, est un céramiste français.

## Biographie
Fils d'un plombier, Émile Decœur naît le 27 avril 1876 dans le 13e arrondissement de Paris.
Élève d'Edmond Lachenal, on lui doit de nombreux grès, des faïences et des porcelaines. Le Musée du Luxembourg conserve plusieurs de ses vases, coupes, pots et assiettes. 
Il est décoré officier de la légion d'honneur le 12 juin 1926.
Il travaille sur des figurines de cire pour Sèvres en collaboration avec Laure Hayman. 
Il repose au cimetière de Fontenay-aux-Roses.

## Collection publique
- Roanne, Musée Joseph Déchelette